# Travis Mayweather
Travis Mayweather is een personage uit de televisieserie Star Trek: Enterprise, gespeeld door Anthony Montgomery. In de serie is hij de piloot van het ruimteschip de Enterprise.

## Biografie
Mayweather is geboren in 2126 en opgegroeid op het vrachtschip "de Horizon" van zijn ouders dat dilithium vervoert. Op het vrachtschip was hij gewend aan een zwaartekracht van 0,8 G dat door zijn vader bewust was ingesteld. Hoewel zijn ouders (met name zijn vader) zijn toekomst zagen als kapitein op de Horizon, besloot hij toch om in dienst te gaan bij Starfleet.
Het liefst verblijft hij op een plek in het schip waar geen zwaartekracht aanwezig is. Travis heeft nog een broer, Paul, die na het overlijden van zijn vader kapitein is geworden op de Horizon.

## Ontvangst
David Greven noemde Mayweather "African American and a complete blank, rarely given even one non-technobabble line an episode; without the slightest exaggeration, it is entirely accurate to say that Nichelle Nichols' Uhura on Original Trek had more lines of dialog".
Mayweather werd door verschillende media op basis van uiteenlopende criteria opgenomen in lijsten van beste personages in de Star Trek-franchise. The Wrap zette Mayweather op de 38e plaats in hun lijst van beste hoofdpersonages van de Star Trek-televisieseries. Net als Greven vond ook Jeremy Fuster van The Wrap het personage onzichtbaar. Wired plaatste hem op #33 in hun lijst van de 100 belangrijkste bemanningsleden.